# 古野まほろ
古野 まほろ（ふるの まほろ、11月25日 -）は、日本の小説家、推理作家、元警察官僚。血液型はO型。日本推理作家協会会員。代表作は天帝シリーズのほか『ぐるりよざ殺人事件』『その孤島の名は、虚』『ヒクイドリ 警察庁図書館』『臨床真実士（ヴェリティエ）ユイカの論理』など。

## 人物像
顔出しは行っていない。プロフィールは公表しており、東大卒の警察キャリア、退官して専業作家になったなどとされる。これらの事実から、経歴を詳細には明かしていない「覆面作家」であるとも報道される。私有twitterアカウントを使用していたが、2017年12月19日にやめている。メインは小説作品であるが、『警察手帳』など警察行政に関する書籍も執筆している。

## 略歴
東京大学法学部卒業 。リヨン第三大学法学部第三段階「Droit et Politique de la Sécurité」専攻修士課程修了。フランス内務省より免状「Diplôme de Commissaire」授与。学位授与機構より学士（文学）。国家公務員一種試験を受け、警察庁入庁。警察庁Ⅰ種警察官として交番、警察署、警察本部、海外、警察庁等で勤務の後、警察大学校主任教授にて退官。
「宇山日出臣が発掘した最後の新人」と呼ばれている。綾辻行人と有栖川有栖に師事。デビューからおよそ10年で長編作品が約20作品、短編集も含めると約25作品が刊行されている。

## 受賞歴など
- 2007年1月 『天帝のはしたなき果実』で第35回メフィスト賞を受賞[9]。
- 2012年 『天帝のはしたなき果実』（2011年10月）が大学読書人大賞の最終候補作に選出（結果は5位）[10]。

## 作風
- デビュー作を含む天帝シリーズでは、三大奇書の中の『虚無への供物』の影響を受けており[注 2]、当て字やルビの多用、現代語、文語、外国語の混在した文章などが見られる[注 3]。
- 初期は共通したパラレルワールドの日本を舞台にした作品（天帝シリーズ・探偵小説シリーズ・セーラー服と黙示録シリーズなど）を中心に発表していたが、現在はそれと異なる世界設定の作品も多く発表している。
- 本格派推理小説としての側面を持つ作品が多く、作品においては「読者への挑戦状」の挿入が多くみられる。
- 著作中には、作者自身と同名の登場人物「古野まほろ」が登場する作品がある。これは作家が著作中に自分と同名の登場人物を出すという作劇であり、特にミステリーでは類例がよくみられるパターンである。

## 物議をかもした発言
2017年12月7日、北海道大学推理小説研究会がTwitter上で古野の新刊「禁じられたジュリエット」の批評をツイートしたところ、古野は「本人の前で言えクズ」「このクズどもは許さん」「猿はシェイクスピアを打てないんだった」「だって旧帝大で文系が57.5とか、ちょっとありえない」「これまで東大出を鼻で嗤う『異様に優秀な東北大出の役人』『同九大出』には結構出会っても、蝦夷地からは皆無だった理由がいま解りました」等のツイートを書き込んだ。これらの暴言が引き金となって古野のアカウントは炎上状態となり、「この午後あたりから、身辺に危難が想定され始めました。（中略）本信の周知期間を置いて、お休みします」というツイートを最後に、11日19時までに削除された。

## ミステリランキング

### 本格ミステリ・ベスト10
※括弧内は読者投票ランキング
- 2008年 - 『天帝のはしたなき果実』16位(18位)、『天帝のつかわせる御矢』(14位)、『天帝の愛でたまう孤島』(17位)
- 2010年 - 『天帝のみぎわなる鳳翔』22位、『探偵小説のためのノスタルジア「木剋土」』(17位)
- 2011年 - 『探偵小説のためのゴシック「火剋金」』25位(6位)
- 2012年 - 『命に三つの鐘が鳴る Wの悲劇 '75』11位(8位)、『天帝のあまかける墓姫』15位(3位)、『群衆リドル Yの悲劇 '93』(9位)、作家別ランキング3位
- 2013年 - 『絶海ジェイル Kの悲劇 '94』(20位)
- 2014年 - 『パダム・パダム Eの悲劇 '80』14位、作家別ランキング5位
- 2015年 - ランキング外。なお、本格ミステリ・ベスト10は、この年から"読者による投票ランキング"と"作家別ランキング"が廃止された。

## 作品リスト

### 単行本

#### 天帝シリーズ
表紙イラストは講談社ノベルスはウスダヒロ、幻冬舎はusi。
1990年代の日本帝国というパラレルワールドを舞台に、高校生の古野まほろが事件を解決に導いていく。
本シリーズは「五番目の奇書」に連なる黒い水脈を指向している事を公言している。
- 天帝のはしたなき果実（2007年1月12日 講談社ノベルス ISBN 978-4-06-182477-5 / 2011年10月12日 幻冬舎文庫 ISBN 978-4-344-41753-3）
- 天帝のつかわせる御矢（2007年6月8日 講談社ノベルス ISBN 978-4-06-182529-1 / 2012年6月12日 幻冬舎文庫 ISBN 978-4-344-41873-8）
- 天帝の愛でたまう孤島（2007年10月4日 講談社ノベルス ISBN 978-4-06-182554-3 / 2014年2月6日 幻冬舎文庫 ISBN 978-4-344-42158-5）
- 天帝のみぎわなる鳳翔（2009年2月5日 講談社ノベルス ISBN 978-4-06-182620-5 / 2014年12月4日 幻冬舎文庫 ISBN 978-4-344-42285-8）
- 天帝のあまかける墓姫（2011年10月26日 幻冬舎 ISBN 978-4-344-02076-4）
- 天帝のやどりなれ華館（2013年3月21日 幻冬舎 ISBN 978-4-344-02356-7）
- 天帝のみはるかす桜火（2017年12月6日 講談社ノベルス ISBN 978-4-06-299115-5）
  - 収録作品：古野まほろ、実香と出会う / 修野子爵令嬢襲撃事件[注 4] / 猫と栄子とニンジンと[注 5] / 「あとは両替にでも入るしかないか」 / ──少年と少女── / アンコール[注 6]

#### 探偵小説シリーズ
全5巻で完結。表紙イラストはゴツボ×リュウジ。
激しい妄想癖のある女子高生・水里あかねが謎に包まれた美少女・小諸るいかとともに事件を解決する。
天帝シリーズとはやや異なる趣として、本格かつ前衛的な実験も同時に試みられているシリーズ。
- 探偵小説のためのエチュード「水剋火」（2008年4月8日 講談社ノベルス ISBN 978-4-06-182591-8）
  - 【改題】陰陽少女（2019年5月15日 講談社文庫 ISBN 978-4-06-517088-5）
- 探偵小説のためのヴァリエイション「土剋水」（2008年7月8日 講談社ノベルス ISBN 978-4-06-182601-4）
  - 【改題】陰陽少女 妖刀村正殺人事件（2021年11月16日 講談社文庫 ISBN 978-4-06-525780-7）
- 探偵小説のためのノスタルジア「木剋土」（2009年6月4日 講談社ノベルス ISBN 978-4-06-182648-9）
- 探偵小説のためのインヴェンション 「金剋木」(2009年9月8日 講談社ノベルス ISBN 978-4-06-182669-4）
- 探偵小説のためのゴシック「火剋金」（2010年1月7日 講談社ノベルス ISBN 978-4-06-182692-2）

#### イエユカシリーズ
光文社文庫版の表紙イラストは丹地陽子。
天帝シリーズにも登場する渡辺夕佳と、天才ピアニストの八重洲家康によるシリーズ。ルビなどの文章装飾は天帝シリーズと比べて抑えめだが、本格ミステリに用いられるガジェットや設定が過剰に盛り込まれている作品が特徴。
- 群衆リドル Yの悲劇'93（2010年12月16日 光文社 ISBN 978-4-334-92740-0 / 2013年8月7日 光文社文庫 ISBN 978-4-334-76607-8）
- 絶海ジェイル Kの悲劇'94（2012年1月17日 光文社 ISBN 978-4-334-92802-5 / 2014年1月9日 光文社文庫 ISBN 978-4-334-76680-1）

#### 二条実房シリーズ
主役は天帝シリーズにも登場する二条実房警視正。
警察小説でありながらも本格ミステリ的手続きによって解かれる謎と、これまでとは異なる趣でありながらも警察を舞台に奮闘する二条による青春小説とが融合したシリーズ。
- 命に三つの鐘が鳴る Wの悲劇'75（2011年5月19日 光文社 ISBN 978-4-334-92757-8）
  - 【改題】命に三つの鐘が鳴る 埼玉中央署新任警部補・二条実房（2015年06月11日 光文社文庫 ISBN 978-4-334-76923-9）
- パダム・パダム Eの悲劇'80（2013年6月19日 光文社 ISBN 978-4-334-92886-5）
  - 【改題】パダム・パダム 京都府警平安署新任署長・二条実房（2015年07月09日 光文社文庫 ISBN 978-4-334-76940-6）
- ストリート・クリスマス Xの悲劇'85（2015年08月17日 光文社 ISBN 978-4-334-91044-0）

#### セーラー服と黙示録シリーズ
表紙イラストは九条キヨ。
フーダニット(犯人論)の島津今日子、ハウダニット(手口論)の古野みづき、ホワイダニット(動機論)の葉月茉莉衣ら三人により、一つの事件を三階層に区切って導く解決篇が特徴的なシリーズ。
- セーラー服と黙示録（2012年12月15日 角川書店 ISBN 978-4-04-110341-8 / 2015年09月24日 角川文庫 ISBN 978-4-04-103359-3）
- 背徳のぐるりよざ セーラー服と黙示録（2013年10月29日 角川書店 ISBN 978-4-04-110541-2）
  - 【改題】ぐるりよざ殺人事件 セーラー服と黙示録（2016年1月23日 角川文庫 ISBN 978-4-04-103494-1）
- セーラー服とシャーロキエンヌ 穴井戸栄子の華麗なる事件簿（2014年1月29日 角川書店 ISBN 978-4-04-110652-5 / 角川文庫 2017年8月25日 ISBN 978-4-04-105941-8）
  - 収録作品：獅子座連盟 / 赤いルピア / だんだらの紐 / 六つの家康公
- ねらわれた女学校 セーラー服と黙示録（2016年9月24日 角川文庫 ISBN 978-4-04-104452-0）
  - 収録作品：消えたロザリオ / とらわれた吸血鬼 / あらわれた悪魔 / ねらわれた女学校

天帝シリーズとセーラー服シリーズのクロスオーバー作品であり、両シリーズの人物が登場する。
- 全日本探偵道コンクール セーラー服と黙示録（2017年11月25日 角川文庫 ISBN 978-4-04-105931-9）
  - 収録作品：全日本探偵道コンクール / 学内編 島津今日子の図書館

#### 外田警部シリーズ
表紙イラストはミキワカコ。
探偵小説シリーズに登場する外田保丞（）警部を主役に据えた、倒叙形式ミステリ。
刑事コロンボのオマージュとして、容疑者と睨んだ人物に仕掛ける執拗な質問や、逆トリックが特徴的。
- 外田警部、カシオペアに乗る（2013年11月16日 光文社 ISBN 978-4-334-92912-1）
  - 収録作品：外田警部、カシオペアに乗る / 外田警部、のぞみ号に乗る / 外田警部、あずさ2号に乗る / 外田警部、市内線に乗る
- 外田警部、TGVに乗る（2014年12月12日 光文社 ISBN 978-4-334-92981-7）

#### 新任シリーズ
- 新任巡査（2016年2月22日 新潮社 ISBN 978-4-10-332743-1 / 2019年3月1日 新潮文庫【上・下】 ISBN 978-4-10-100471-6 ISBN 978-4-10-100472-3）
- 新任刑事（2017年5月31日 新潮社 ISBN 978-4-10-332744-8 / 2020年4月1日 新潮文庫【上・下】 ISBN 978-4-10-100473-0 ISBN 978-4-10-100474-7）
- 新任警視（2020年5月27日 新潮社 ISBN 978-4-10-332745-5 / 2023年4月1日 新潮文庫【上・下】 ISBN 978-4-10-100475-4 ISBN 978-4-10-100476-1）

#### 臨床真実士ユイカシリーズ
表紙イラストは浅見なつ。
- 臨床真実士ユイカの論理 文渡家の一族（2016年4月20日 講談社タイガ ISBN 978-4-06-294026-9）
- 臨床真実士ユイカの論理 ABX殺人事件 （2017年1月20日 講談社タイガ ISBN 978-4-06-294055-9）

#### おんみょう紅茶屋らぷさんシリーズ
表紙イラストはこちも。
- おんみょう紅茶屋らぷさん 〜陰陽師のいるお店で、あなただけの一杯を〜（2016年4月23日 メディアワークス文庫 ISBN 978-4-04-865963-5）
- おんみょう紅茶屋らぷさん 〜式神のいるお店で、おかわりをどうぞ〜（2017年1月25日 メディアワークス文庫 ISBN 978-4-04-892678-2）
- おんみょう紅茶屋らぷさん 〜この一杯に、すべてを〜（2018年2月24日 メディアワークス文庫 ISBN 978-4-04-893576-0）

#### R.E.D. 警察庁特殊防犯対策官室シリーズ
表紙イラストは清原紘。
- R.E.D. 警察庁特殊防犯対策官室（2017年9月1日 新潮文庫nex ISBN 978-4-10-180104-9）
- R.E.D. 警察庁特殊防犯対策官室 ACTII（2018年4月1日 新潮文庫nex ISBN 978-4-10-180120-9）
- R.E.D. 警察庁特殊防犯対策官室 ACTIII（2018年9月1日 新潮文庫nex ISBN 978-4-10-180135-3）

#### 天国三部作
表紙イラストは爽々。
- 終末少女 AXIA girls（2019年1月23日 光文社 ISBN 978-4-334-91262-8）
- 征服少女 AXIS girls（2021年7月28日 光文社 ISBN 978-4-334-91414-1）
- 侵略少女 EXIL girls（2022年10月19日 光文社 ISBN 978-4-334-91491-2）

#### オニキス―公爵令嬢刑事 西有栖宮綾子―シリーズ
表紙イラストは清原紘。
- オニキス―公爵令嬢刑事 西有栖宮綾子―（2020年1月1日 新潮文庫nex ISBN 978-4-10-180180-3）
- オニキスII―公爵令嬢刑事 西有栖宮綾子―（2020年9月1日 新潮文庫nex ISBN 978-4-10-180199-5）

#### その他の小説
- 復活 ポロネーズ 第五十六番（2012年8月22日 新潮社 ISBN 978-4-10-332741-7）
- 六億九、五八七万円を取り返せ同盟!!（2014年8月22日 新潮社 ISBN 978-4-10-332742-4）
  - 【改題・分冊】池袋カジノ特区 UNOで七億取り返せ同盟 I プチ・コン編（2016年8月1日 新潮文庫nex ISBN 978-4-10-180070-7）
  - 【改題・分冊】池袋カジノ特区 UNOで七億取り返せ同盟 II グラン・コン編（2016年8月1日 新潮文庫nex ISBN 978-4-10-180071-4）
- その孤島の名は、虚（2014年10月1日 KADOKAWA ISBN 4-0410-2133-2 / 2020年6月12日 角川文庫 ISBN 978-4-04-109129-6）
- 身元不明（ジェーン・ドゥ） 特殊殺人対策官 箱﨑ひかり(2015年5月12日 講談社 ISBN 978-4-06-219515-7 / 2017年12月15日 講談社文庫 ISBN 978-4-06-293821-1)
- 監殺 警務部警務課SG班（2015年9月30日 KADOKAWA ISBN 978-4-04-103385-2）
  - 【改題】監殺（2021年2月25日 角川文庫 ISBN 978-4-04-107664-4）
- ヒクイドリ 警察庁図書館（2015年11月12日 幻冬舎 ISBN 978-4-344-02853-1 / 2018年10月10日 幻冬舎文庫 ISBN 978-4-344-42799-0）
- 禁じられたジュリエット（2017年3月15日 講談社 ISBN 978-4-06-299091-2 / 2020年9月15日 講談社文庫 ISBN 978-4-06-520169-5）
- 女警（2018年12月27日 KADOKAWA ISBN 978-4-04-107666-8 / 2021年12月21日 角川文庫 ISBN 978-4-04-111625-8）
- 時を壊した彼女 7月7日は7度ある（2019年10月17日 講談社 ISBN 978-4-06-517088-5）
- 老警（2019年11月28日 KADOKAWA ISBN 978-4-04-108899-9 / 2022年8月24日 角川文庫 ISBN 978-4-04-112740-7）
- 叶うならば殺してほしい ハイイロノツバサ（2021年5月20日 講談社 ISBN 978-4-06-523390-0）
- ロジカ・ドラマチカ（2023年5月24日 光文社 ISBN 978-4-334-91526-1）

#### 新書
- 残念な警察官 内部の視点で読み解く組織の失敗学（2016年3月17日 光文社新書 ISBN 978-4-33-403910-3）
- 警察手帳（2017年3月17日 新潮新書 ISBN 978-4-10-610707-8）
- 警察官白書（2018年6月15日 新潮新書 ISBN 978-4-10-610770-2）
- 警察用語の基礎知識 事件・組織・隠語がわかる!!（2019年3月28日 幻冬舎新書 ISBN 978-4-344-98550-6）
- 警察の階級（2020年9月30日 幻冬舎新書 ISBN 978-4-344-98601-5）
- 警察官の出世と人事（2020年12月15日 光文社新書 ISBN 978-4-334-04512-8）
- 事件でなければ動けません 困った警察官のトリセツ（2021年9月29日 幻冬舎新書 ISBN 978-4-344-98634-3）
- 職務質問（2021年10月18日 新潮新書 ISBN 978-4-10-610928-7）
- 警察官僚 ―0.2%未満のキャリアの生態（2022年3月31日 祥伝社新書 ISBN 978-4-396-11653-8）
- 公安警察（2023年3月1日 祥伝社新書 ISBN 978-4-396-11673-6）
- 警察捜査の真実（2025年7月6日 SB新書 ISBN 978-4-8156-3302-8）

### アンソロジー
「」内が古野まほろの作品
- 学び舎は血を招く メフィスト学園1 (2008年11月8日 講談社ノベルス ISBN 978-4-06-182621-2)「敲翼同惜少年春（センチメンタル・レヴォリューション）」
- 名探偵だって恋をする（2013年9月25日 角川文庫 ISBN 978-4-04-101007-5）「消えたロザリオ――聖アリスガワ女学校の事件簿①」

電子書籍雑誌『小説屋sari-sari』にて掲載された作品と同様。
- 謎の館へようこそ 白 新本格30周年記念アンソロジー（2017年9月21日 講談社タイガ ISBN 978-4-06-294088-7）「文化会館の殺人――Dのディスパリシオン」

### 単行本未収録作品
- 天帝シリーズ
  - 敲翼同惜少年春（）（講談社『メフィスト』2007年5月号）
  - 憶昔帝国全盛日（）（講談社『メフィスト』2008年1月号）
- 『その孤島の名は、虚』の主要人物らが登場
  - 女子高生たちが、校舎から出るに及んで（角川書店『小説屋sari-sari』2016年3月号）
  - 女子高生たちが、校舎から出るに及んで（解決編）（角川書店『小説屋sari-sari』2016年4月号）
- ホルン吹きの休日（角川書店『小説屋sari-sari』2016年9月号 - 10月号）

### エッセイ
- ラクガキとミステリ、そして治安（あいり出版『ラクガキのススメ』2020年4月17日 / 2022年3月【新装改訂版】）

### 雑誌掲載エッセイ
- 『長い廊下がある家』――詩人・有栖川有栖（光文社『小説宝石』2010年12月号）
- とあるホワイダニットの練習曲（光文社『小説宝石』2011年06月号）
- 食わず嫌いはあかん（光文社『小説宝石』2012年02月号）
- 本格を継ぐもの、として（光文社『小説宝石』2013年07月号）
- 本格ミステリにおける正義と逆トリックの関係とは？（光文社『小説宝石』2013年12月号）
- AMX-004 キュベレイ（青土社『ユリイカ』2012年12月臨時増刊号 永野護特集）
- トラベルミステリにおける『解ったつもり』の効用について（光文社『小説宝石』2015年1月号）
- Can'tとWon't（光文社『小説宝石』2015年9月号）
- カイシャとしての警察、そのリアル（新潮社『波』2017年4月号）
- 警察小説も、本格ミステリも（講談社『IN★POCKET』2017年12月号）
- もっと徹底的に、もっと真剣勝負を――「終末少女」（光文社『小説宝石』2019年2月号）
- 見てきた〈ように〉嘘を吐く（新潮社『波』2020年7月号）
- オリエント、アクロイド、エクソシスト、X（光文社『小説宝石』2021年8月・9月合併号）
- マーターズ、パッション、手毬唄、X（光文社『小説宝石』2022年11月号）
- ましてや本格ならなおさらだ――劇的論理（光文社『小説宝石』2023年7月号）

## 作詞
- 池澤春菜『ファンタムジカ』（2012年7月4日 WAVEMASTER HAPPIES）
  - 18[dix-huit]（作曲：山下竜）
  - 乙女ジャンヌ －Jeanne La Pucelle－（作曲：maya）
  - Blood Type Blue（作曲：三上智子）